# Premio Compasso d'oro 1956
Il premio Compasso d'oro 1956 è stata la 3ª edizione della cerimonia di consegna del premio Compasso d'oro.

## Giuria
La giuria era composta da:
- Aldo Borletti
- Cesare Brustio
- Franco Albini
- Pier Giacomo Castiglioni
- Alberto Rosselli.

## Premiazioni

### Compasso d'oro
| Designer                                                   | Prodotto                                                       | Azienda                                           | Immagine |
| ---------------------------------------------------------- | -------------------------------------------------------------- | ------------------------------------------------- | -------- |
| Roberto Menghi                                             | Secchio Conico in polietilene graduato con becco               | Smalterie Meridionali                             |          |
| Marco Zanuso                                               | MOD. 1102, macchina per cucire superautomatica                 | Fratelli Borletti                                 |          |
| Max Bill                                                   | Fornitura per toletta in metacrilato                           | Verbania srl di Cannero Riviera (NO)              |          |
| Gino Valle e Nani Valle con John Myer e Michele Provincial | Cifra 5, orologio elettromeccanico                             | R.E.C. Solari                                     |          |
| Carlo Alinari                                              | Atlantic, mulinello per la pesca da mare,                      | L'alcedo di E. Rolani                             |          |
| Giuseppe Ajmone                                            | Jungla, tappeto,                                               | Figli di Guido Pugi                               |          |
| Massimo Lagostina e Adriano Lagostina                      | M. & A., utensili da cucina in acciaio inox in confezione dono | Ing. E. Lagostina Spa                             |          |
| Roberto Sambonet                                           | Serie Vassoi in acciaio inossidabile                           | Sambonet Spa                                      |          |
| Natale Beretta                                             | Valigia Arcata in vitellone scamosciato                        | Lavorazione artigiana del cuoio di Natale Beretta |          |

## Premi alla carriera

### Gran Premio Nazionale
- Gio Ponti[2]

### Gran Premio Internazionale
- MoMA, the Museum of Modern Art[2]